# 올 블랙
올 블랙(All Black)은 2006년 도끼와 마이크로닷이 결성한 대한민국의 힙합 듀오이다. 갑 엔터테인먼트의 소속으로, 당시 같은 소속사 음악가였던 다이나믹 듀오의 정규 2집 음반 Double Dynamite에 참여하며 크게 알려졌다. 이어 데뷔 싱글 음반인 Chapter 1을 발표 후 활동하였으나, 2008년부터 활동을 중단하고 해체하였다.

## 역사
원래 퓨쳐 플로우의 멤버로 활동을 준비하던 도끼는, 퓨쳐 플로우가 와해되면서 2006년 갑 엔터테인먼트로로 소속사를 옮겼다. 뉴질랜드에서 자신의 형이 속한 그룹인 브레일을 보며 래퍼의 꿈을 키운 마이크로닷을 만나고, 둘은 팀을 결성하게 되었다. 또 같은 소속사였던 다이나믹 듀오와의 친분을 통해 무브먼트 크루의 멤버가 되기도 하였다.
다이나믹 듀오 2집의 〈시큰둥〉과 〈서커스〉에 참여하면서 처음 이름을 알린 이들은, 곧이어 엠넷의 《M!Pick》 프로그램의 네 번째 주인공이 되면서 더 인지도를 얻게 되었다. 당시 그들은 "최연소 비트메이커 도끼"와 "최연소 래퍼 마이크로닷"이란 타이틀로 이슈를 모았다. 이와 함께 2006년 클럽 공연을 하면서 음반을 준비한 결과, 5월에 첫 싱글을 발표하였다. 이들은 타이틀곡 "Music"으로 얼마간의 활동을 하였으나 곧 활동을 중단하였다. 이후 도끼는 피처링과 프로듀싱 등 솔로 활동에 매진하여 첫 믹스테잎인 Thunderground Musik Mixtape Vol.1 발매 후 갑 엔터테인먼트와 계약 해지하였고, 마이크로닷은 뉴질랜드로 다시 돌아갔다.
올 블랙에 관해 공식적인 해체 선언은 없었으나, 여러 정황과 도끼의 가사로 미루어볼 때, 해체한 것으로 알려졌고 2011년, 디시뉴스와의 인터뷰에서 도끼는 "언젠가 마이크로닷과 곡을 함께 할 수는 있을지 모르지만, 합칠 일은 절대 없을 것"이라고 말하여 해체를 확인해주었다. 또한 도끼가 엠넷 《4가지쇼》에 출연하여 "올 블랙 시절, 사장님이 돈 떼먹었다"고 밝히며 "노예 계약 같은 것이 돼 있었고 올 블랙도 하려고 한 게 아니었다"라고 덧붙였다.
이후 도끼는 다수의 음반을 발매하며 일리네어 레코즈를 설립하였고, 마이크로닷은 뉴질랜드로 돌아간 후로 유튜브에 두 세개의 작업물을 올린 것 외에는 알려진 것이 거의 없었다. 그러다 2012년 여름, 자신의 페이스북을 통해 믹스테잎을 발표하였고 이듬해, 형인 산체스가 속한 팬텀의 음반 Phantom Theory 수록곡 "Hide & Chic"에 참여하였다.이어 2013년 EP Microtape을 공개, 무료 배포하였고 2015년 엠넷 《Show Me The Money 4》에 출연하였다.
2015년 8월 28일, 싱글 음반 이후로 9년 만에 도끼와 마이크로닷이 함께 싱글 《골키퍼》를 발매하였다.

## 멤버
- 도끼 (Dok2, 이준경) - 래퍼, 프로듀서
- 마이크로닷 (Microdot, 신재호) - 래퍼

## 음반 및 참여

### 싱글 음반
- Chapter 1 (2006)

### 음반 참여곡
| 제목                   | 년도 | 음악가        | 음반            |
| ---------------------- | ---- | ------------- | --------------- |
| 〈시큰둥〉, 〈서커스〉 | 2005 | 다이나믹 듀오 | Double Dynamite |

## 비판
마이크로닷은 어린 탓에 랩의 정확한 발음이나 작사 실력에 발전의 여지가 보였다. 그래서 자신의 형에게 작사를 맡기기도 하였는데, 그 결과 "High"에서는 나이에 맞지 않는 부분, 예를 들어 분명 마이크로닷은 흡연을 하지 않으나 담배를 피운다는 언급 등의 모순이 생겨, 나이에 맞지 않는 랩을 한다는 비판을 받았다. 도끼 또한 역시 처음에는 로우톤의 목소리가 쉽게 질린다는 비판을 받았었다.